# Phyllotreta mollis
Phyllotreta mollis là một loài bọ cánh cứng trong họ Chrysomelidae. Loài này được Konstantinov in Konstantinov & Lopatin miêu tả khoa học năm 1992.